# Collegio di Clapham and Brixton Hill
Clapham and Brixton Hill è un collegio elettorale inglese situato nella Grande Londra, e rappresentato alla Camera dei Comuni del Parlamento del Regno Unito. Elegge un membro del Parlamento con il sistema first-past-the-post, ossia maggioritario a turno unico; l'attuale parlamentare è Bell Ribeiro-Addy del Partito Laburista, che rappresenta il collegio dal 2024.

## Estensione
Il collegio è costituito dai seguenti ward situati nel borgo di Lambeth: Brixton Acre Lane; Brixton North; Brixton Rush Common; Clapham Common and Abbeville; Clapham East; Clapham Park; Clapham Town; St Martin's; Stockwell East; Stockwell West and Larkhall; Streatham Hill West and Thornton e una piccola parte di West Dulwich.

## Membri del Parlamento
| Elezione | Elezione | Deputato          | Partito   |
| -------- | -------- | ----------------- | --------- |
|          | 2024     | Bell Ribeiro-Addy | Laburista |

## Elezioni

### Elezioni negli anni 2020
| Partito                    | Partito                                      | Candidato                  | Risultati 4 luglio 2024 | Risultati 4 luglio 2024 |
| Partito                    | Partito                                      | Candidato                  | Voti                    | %                       |
| -------------------------- | -------------------------------------------- | -------------------------- | ----------------------- | ----------------------- |
|                            | Laburista                                    | Bell Ribeiro-Addy          | 24 166                  | 56,54                   |
|                            | Lib Dem                                      | Ben Curtis                 | 6 161                   | 14,41                   |
|                            | Verdi                                        | Shâo-Lan Yuen              | 5 768                   | 13,50                   |
|                            | Conservatore                                 | Asha Saroy                 | 4 360                   | 10,20                   |
|                            | Reform UK                                    | Mark Matlock               | 1 758                   | 4,11                    |
|                            | Indipendente                                 | Jon Key                    | 406                     | 0,95                    |
|                            | Socialista                                   | Bill Martin                | 122                     | 0,29                    |
|                            |                                              |                            |                         |                         |
| Iscritti                   | Iscritti                                     | Iscritti                   | 74 435                  | 100,00                  |
| ↳ Votanti (% su iscritti)  | ↳ Votanti (% su iscritti)                    | ↳ Votanti (% su iscritti)  | 42 741                  | 57,42                   |
| ↳ Astenuti (% su iscritti) | ↳ Astenuti (% su iscritti)                   | ↳ Astenuti (% su iscritti) | 31 694                  | 42,58                   |
|                            |                                              |                            |                         |                         |
|                            | Esito: collegio a Laburista (nuovo collegio) |                            |                         |                         |